# BBC Radio Cymru

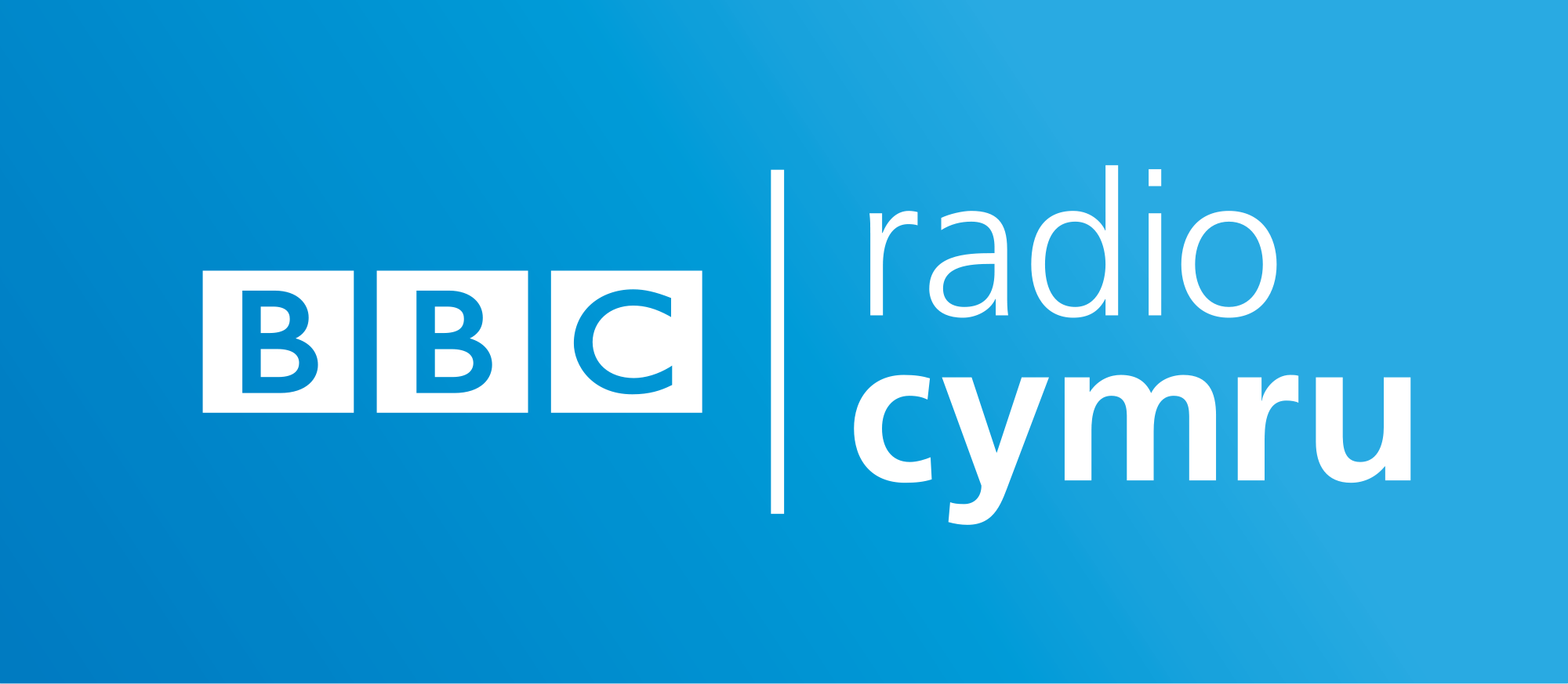

BBC Radio Cymru è una rete radiofonica nazionale in lingua gallese gestita da BBC Cymru Wales, una divisione della BBC. Trasmette su due stazioni in tutto il Galles su FM, DAB, TV digitale e online.

## Panoramica
BBC Radio Cymru iniziò a trasmettere la mattina di lunedì 3 gennaio 1977 - il suo primo programma fu un notiziario esteso presentato alle 6:45 da Gwyn Llewellyn e Geraint Jones. Questo è stato seguito alle 7 del mattino dalla prima edizione dello spettacolo della rivista per la colazione Helo Bobol!, presentato da Hywel Gwynfryn con i contributi di una rete di giornalisti locali negli studi in tutto il Galles. Il primo disco suonato su Radio Cymru è stato Ffrindiau Bore Oes di Hergest.
La stazione è stata la prima emittente dedicata interamente ai programmi in gallese, consentendo molto più tempo di trasmissione per tale uscita rispetto a quanto era stato precedentemente disponibile sulla vecchia Radio 4 Wales (o sui suoi predecessori il Welsh Home Service e, prima ancora, il BBC Welsh Regional Programe).
Inizialmente, il servizio era part-time e limitato a spettacoli per la colazione, notiziari estesi a colazione, pranzo e prima serata e una serie di opt-out non di punta da un feed sostenitore di Radio 4 Wales.
Nel novembre 1979, la programmazione di Radio Cymru è stata ampliata a 65 ore settimanali, introducendo l'uscita a metà mattina nei giorni feriali, insieme a un programma crescente di drammi, intrattenimento leggero e documentari. La rete ha continuato ad espandersi nei due decenni successivi prima di raggiungere un servizio continuo fino a 20 ore al giorno.
Sviluppi successivi nel XXI secolo hanno visto Radio Cymru introdurre una fascia giovanile notturna, C2, e opt-out regionali per il Galles sudoccidentale, che sono stati eliminati nel 2008 ma in seguito reintrodotti per fornire commenti dal vivo delle partite dello Swansea City A.F.C.. La stazione è anche in streaming online dal gennaio 2005.
Radio Cymru è simile nel formato a molte stazioni radio "generali", con programmi di notizie a colazione (Dros Frecwast), a pranzo (Dros Ginio) e in auto (Post Prynhawn, 'Afternoon Post'); insieme a sequenze guidate dal presentatore che mescolano musica con ospiti, chiamate di ascoltatori e concorsi. Radio Cymru produce anche fiction, lungometraggi, attualità e programmi sportivi.
Nel corso degli anni, ha fatto molto per promuovere la lingua, con i suoi commentatori sportivi che hanno coniato nuovi termini che in seguito sono stati accettati dai linguisti gallesi. Uno dei suoi programmi più insoliti - e più longevi - è Y Talwrn, un concorso di poesia in cui le squadre devono inventare poesie in stili specifici su argomenti specifici.

## Dati di ascolto
Secondo RAJAR, la stazione ha un pubblico settimanale di 119.000 ascoltatori e una quota di ascolto del 2,5% a marzo 2020. Il numero medio di ore per ascoltatore è di 10,2 ore settimanali.

## Programmazione
La principale rete di Radio Cymru trasmette per 18+1⁄2 ore al giorno dalle 5:30 a mezzanotte con la programmazione notturna in simultanea dal BBC World Service dopo la chiusura.
Il quartier generale di Radio Cymru ha sede presso la New Broadcasting House a Central Square nel centro di Cardiff, ma la programmazione è anche prodotta e trasmessa da una rete di studi regionali a Bangor, Aberystwyth e Carmarthen.

## Presentatori
- Shân Cothi (Bore Cothi nelle mattine dei giorni feriali)
- Lisa Gwilym (venerdì sera, Radio Cymru 2 - colazione della domenica)
- Hywel Gwynfryn (domenica pomeriggio)
- Caryl Parry Jones (Radio Cymru 2 - colazione del lunedì-giovedì)

- Rhys Meirion (Ar Eich Cais)
- Nia Roberts (Stiwdio)
- Huw Stephens (giovedì sera, Radio Cymru 2 - colazione del venerdì)

## Radio Cymru 2
Il 19 settembre 2016, BBC Cymru ha lanciato una stazione radio pop-up, Radio Cymru Mwy (Radio Cymru More), che trasmette per tre mesi in vista del 40º anniversario della stazione. Composto da cinque ore di programmazione di intrattenimento basata sulla musica ogni giorno della settimana, Radio Cymru Mwy era disponibile su DAB nel sud-est del Galles e online.
Sei mesi dopo la chiusura della stazione, BBC Cymru ha annunciato che avrebbe lanciato una seconda stazione permanente, Radio Cymru 2. Il nuovo servizio va in onda ogni mattina su piattaforme digitali e online, come alternativa musicale e di intrattenimento alla rete principale, che trasmette il programma di notizie sulla colazione, Dros Frecwast.
BBC Radio Cymru 2 ha iniziato a trasmettere alle 06:30 del 29 gennaio 2018. Va in onda come servizio di rinuncia dalle 7:00 alle 9:00 dal lunedì al sabato e dalle 7:00 alle 10:00 la domenica. Lo spettacolo quotidiano per la colazione trasmette da Cardiff (lunedì-sabato) e Bangor (domenica) con brevi notiziari nei giorni feriali da Aberystwyth.